# Квинт Марций Филип (консул 281 пр.н.е.)
Вижте пояснителната страница за други личности с името Квинт Марций Филип.
Квинт Марций Филип (на латински: Quintus Marcius Philippus) e политик на Римската република през 3 век пр.н.е.
Той произлиза от фамилията Марции. Неговият баща e Квинт Марций Тремул (консул 306 и 288 пр.н.е.). Той взема когномен Филип вместо Тремул.
През 281 пр.н.е. Квинт Марций Филип е консул с Луций Емилий Барбула и празнува триумф за победата си против етруските. Той използва за пръв път пролетарии като войници. През 269 пр.н.е. той е цензор с консулския си колега Луций Емилий Барбула. През 263 пр.н.е. е magister equitum на диктатор Гней Фулвий Максим Центумал.